# Forts et châteaux Saint-Louis
Pour l’article homonyme, voir Château Saint-Louis (homonymie).
Le château Saint-Louis était un édifice de la haute-ville de Québec, situé à l'emplacement actuel de la terrasse Dufferin, tout près du château Frontenac, sur le sommet de la falaise du cap Diamant dominant la ville basse de Québec. Le site comprend des vestiges archéologiques datant d'importantes campagnes de construction menées entre 1620 et 1834, incluent ceux des quatre forts Saint-Louis, des deux châteaux Saint-Louis et du château Haldimand, de même que des bâtiments secondaires, des éléments de paysage et des services, comme des cours, des systèmes de drainage et des ouvrages militaires. 
Le site archéologique, compris dans le secteur délimité par le jardin des Gouverneurs actuels, la batterie de Wolfe, l'hôtel Château Frontenac actuel et la terrasse Dufferin associée, fait également partie du lieu historique national du Canada des fortifications de Québec. 
Le site de forts et des châteaux Saint-Louis est reconnu comme un lieu d'importance historique national depuis 2001, par la commission des lieux et monuments historiques du Canada (CLMHC) et le désigne comme lieu historique national du Canada (LHNC).

## Historique
La construction a été ordonnée en 1620 par Samuel de Champlain. Le fort Saint-Louis devient un château et la résidence officielle du gouvernement de la Nouvelle-France, en 1646; il nomme le fort Saint-Louis en hommage au roi Louis XIII. Le comte de Frontenac fera commander la reconstruction du fort et du château entre 1692 et 1700. Restauré après la conquête anglaise, le château est détruit par les flammes en 1834. Sur ses décombres sera construite en 1838, une plate-forme en bois, la première terrasse Durham, qui deviendra la Terrasse Dufferin en 1878. Le château a été construit par Zacharie Cloutier et d'autres colons.

### Forts et châteaux Saint-Louis

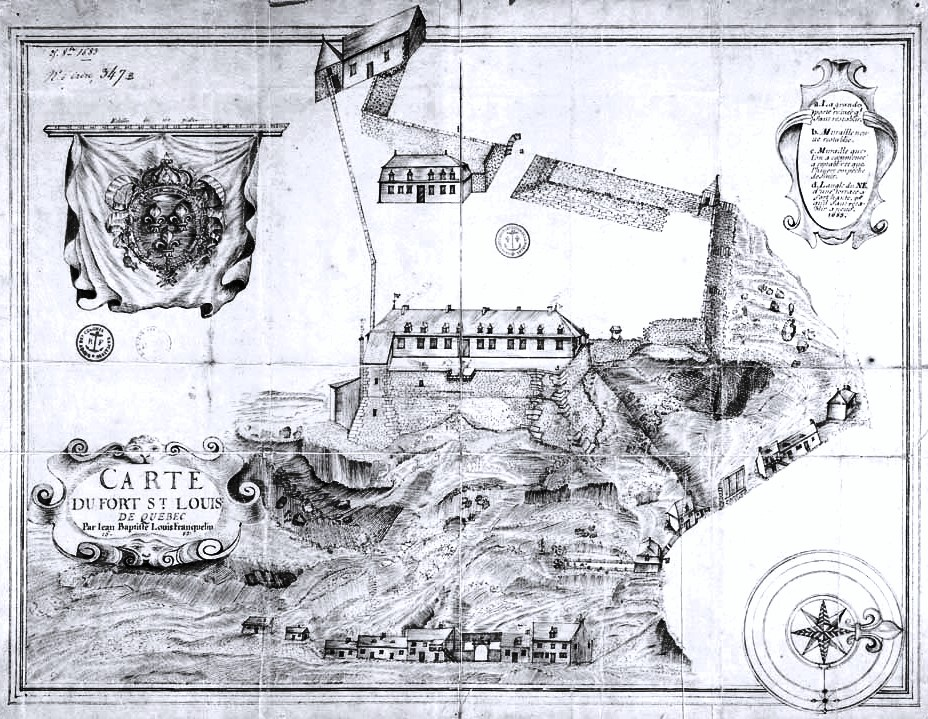
Carte du fort Saint-Louis par Franquelin

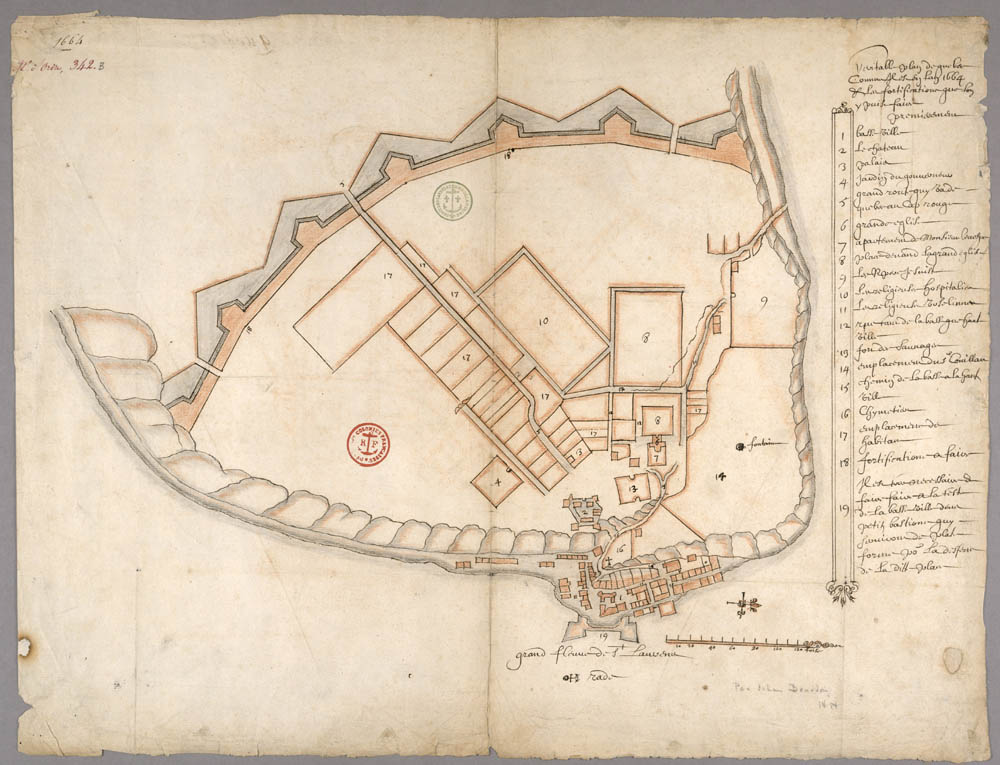
Sur ce plan de Québec de Jean Bourdon de 1664, on aperçoit le château désigné par le chiffre 2.

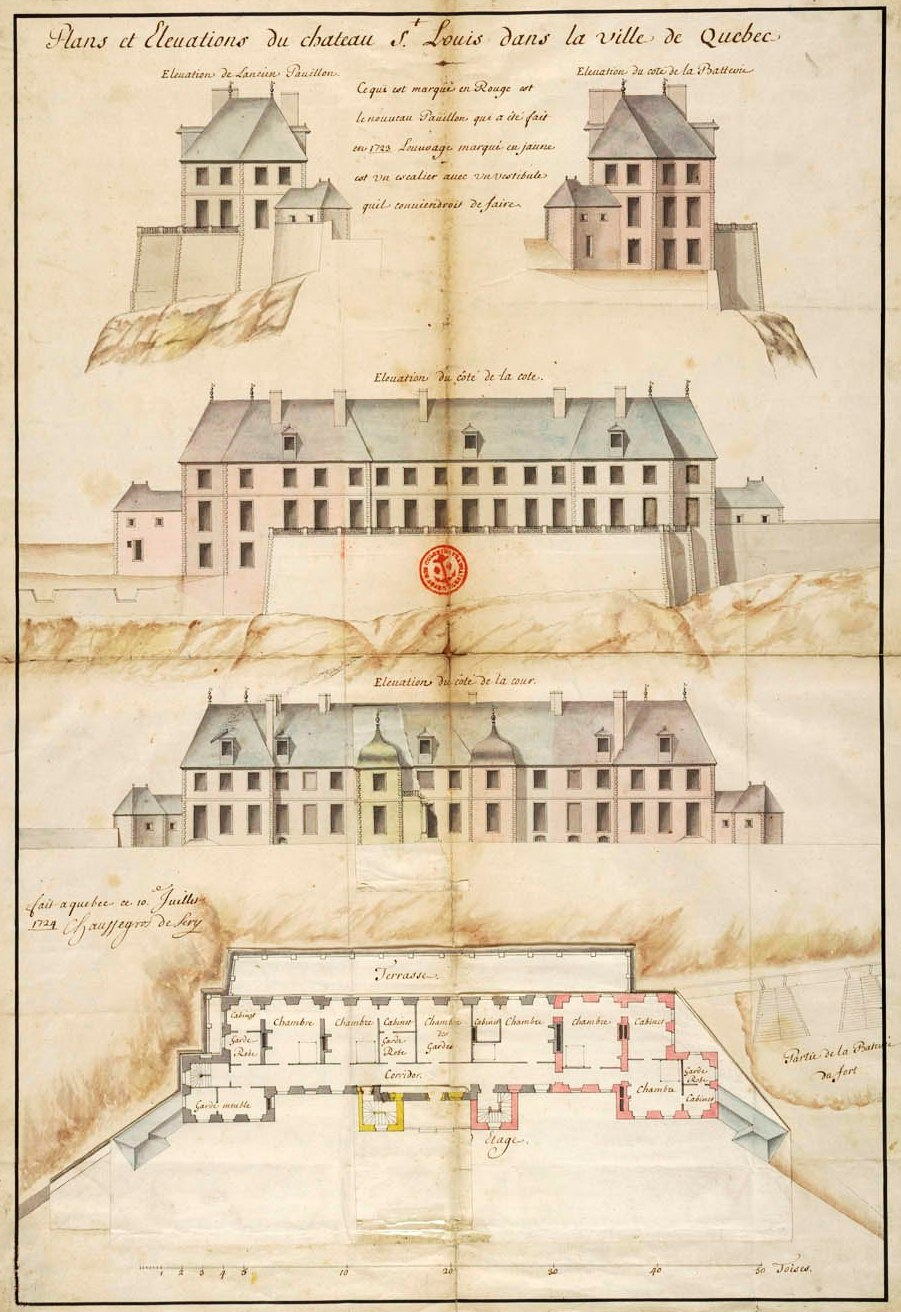
Plans et élévations du château Saint-Louis en 1724 par Chaussegros de Léry

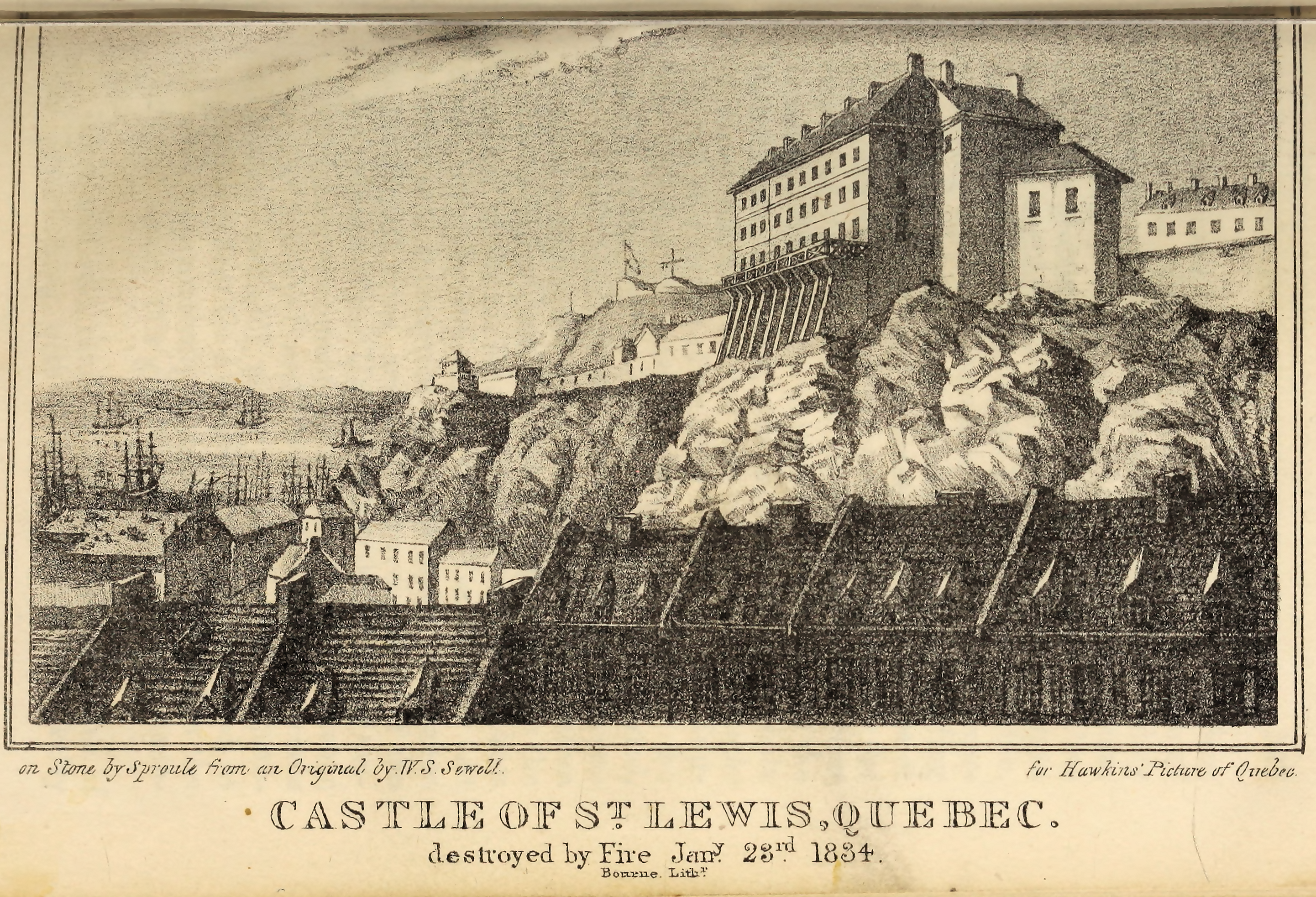
Gravure publiée en 1834 représentant le château Saint-Louis vu du côté de la falaise

Dès 1620, Samuel de Champlain, alors lieutenant du vice-roi de la Nouvelle-France, fait construire le fort Saint-Louis sur le cap Diamant à Québec. Alors que les gouvernements de la Compagnie de Rouen (1614-1620) et de la Compagnie de Montmorency (1621-1627) sont remplacés par celui de la Compagnie des Cent-Associés (1627-1663), ce n'est qu'en 1646 que le château devient la résidence officielle du gouvernement de la Nouvelle-France. Dès sa création et jusqu'à la conquête britannique, le Conseil souverain (1663-1760) se réunit dans les forts et châteaux Saint-Louis qui se sont succédé depuis la construction initiale. Les divers agrandissements du château nécessitent des subsides en provenance de la cour de France. Le site fait partie des défenses de Québec, il perdra ce rôle durant l'occupation anglaise, à partir des années 1780, au profit du château Haldimand.
Après la conquête britannique de 1760, les édifices deviennent le lieu de rencontre des autorités anglaises dans la province de Québec, alors que la ville de Québec devient la capitale de l'Empire britannique en Amérique du Nord. Dans les années 1780, il perd également son rôle administratif au profit du château Haldimand (construit entre 1784 et 1786), car le château Saint-Louis est jugé trop étroit. Le gouverneur anglais James Henry Craig s'installe à nouveau au château Saint-Louis au début du XIXe siècle, il le rénove, le fait rehausser d'un étage, et modifie son architecture dans le style palladien.
Le château Saint-Louis est détruit par un dernier incendie en 1834. Le site est aujourd'hui recouvert par la Terrasse Dufferin en face du château Frontenac.

### Une succession de forts et de châteaux
Une série de forts et de châteaux se sont succédé sur ce site :
- En 1620, un fort en bois est construit par Champlain, le premier gouverneur-général de la Nouvelle-France Charles Jacques Huault de Montmagny fait réaliser un ouvrage de maçonnerie, il s'agit d'un revêtement en pierre sur les levées de terre.
- En 1626, un nouveau fort est construit par Champlain, avec un nouveau corps de logis en pierre.
- En 1636, ces deux forts sont détruits Charles Jacques Huault de Montmagny fait construire un fort et un château (bâtiment d'un seul étage qui sera agrandi au début des années 1680). En 1643, le gouverneur Louis d'Ailleboust de Coulonge, fait construire quatre bastions et fait remplacer la palissade de bois de 1642, par un épais mur de pierres[6]. Frontenac dote l'ensemble de 17 canons situés au sud du site en 1690. Il multiplie par quatre la surface du fort Saint Louis, et il l'organise selon le principe d'ouvrage bastionné à la Vauban. La configuration du fort ne changera plus[5].
- En 1694, Frontenac reconstruit l'ensemble, avec le projet de construction d'un nouveau château, dont il ne verra jamais la fin en raison de difficultés financières.

## Aujourd'hui
Durant l'hiver 2010-2011, Parcs Canada a construit une crypte archéologique sous la nouvelle terrasse Dufferin. L'objectif était de protéger les vestiges architecturaux des intempéries tout en permettant aux visiteurs de découvrir ce site archéologique, qui devait à l'origine être enseveli après les célébrations du 400e anniversaire de la ville de Québec.

Le site est ouvert du printemps à l'automne et il est possible de le visiter de façon libre ou guidée.  

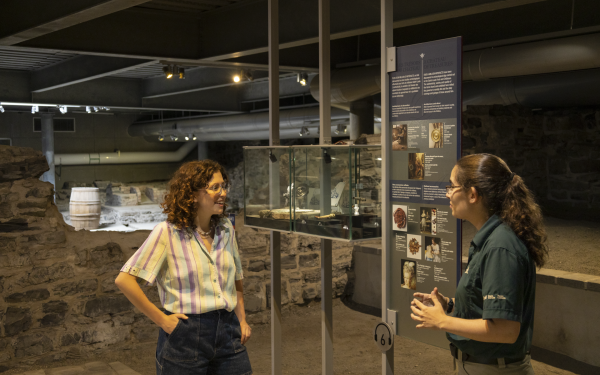
Guide de Parcs Canada devant une vitrine d'artéfacts
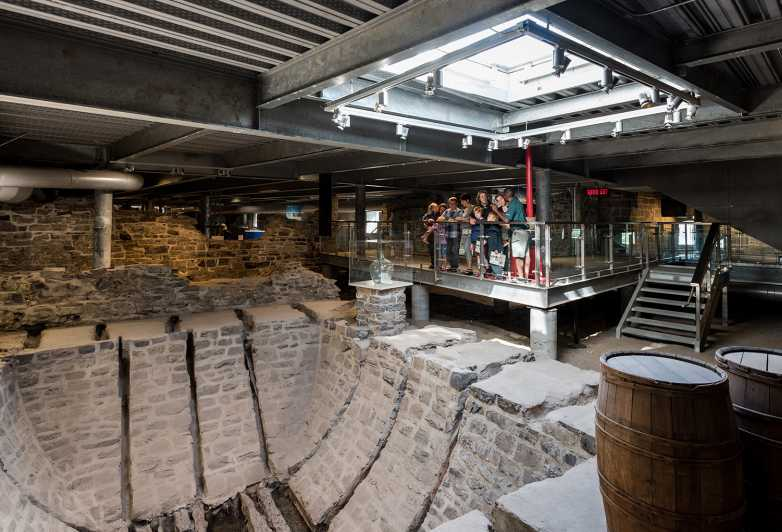
Glacière anglaise de 1771
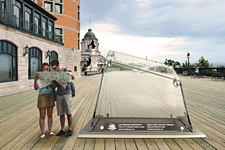
Archéoscopes sur la terrasse Dufferin

### Exposition collaborative autochtone

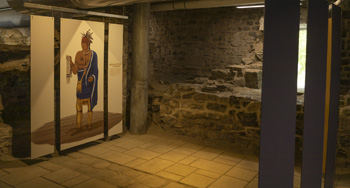
Exposition - Parcs Canada

En 2021, Parcs Canada et la Nation huronne-wendat on annoncé une collaboration dans le but d'enrichir l'exposition existante en mettant en lumière le thème de la diplomatie, du point de vue spécifique de la Nation huronne-wendat concernant une période historique particulière. Dans le cadre de ce projet, de nouveaux personnages évocateurs ont été intégrés, et la langue wendat a été incorporée afin d'offrir une perspective plus complète sur l'histoire du site.

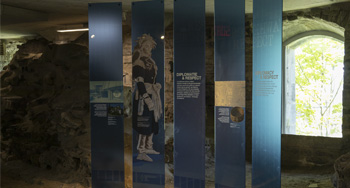
Exposition - Parcs Canada

L'exposition s'est enrichie de six nouvelles stations axées sur des valeurs liées à la diplomatie, telles que la fierté, l'honneur et le respect. Cette évolution permet aux visiteurs de revisiter plus de 200 ans d'histoire diplomatique avec les Premières Nations, tout en explorant la perspective unique des relations avec la Nation huronne-wendat. Les visiteurs auront également l'occasion d'approfondir leurs connaissances sur les gouverneurs et les diplomates hurons-wendat, ainsi que sur les alliances entre ces nations, le tout à l'emplacement même où des décisions cruciales ont marqué l'histoire de l'Amérique.

### Visite audioguidée[7]
Cette expérience sonore immersive transporte les participants au cœur de l'histoire, où divers personnages s'adressent directement à eux. À certains moments, les auditeurs sont invités à se mettre dans la peau d'un nouveau domestique au château Saint-Louis, vivant sa première journée de travail et s'adaptant à son nouvel environnement. À d'autres occasions, ils endossent le rôle de conseiller du gouverneur du château Saint-Louis, recevant des informations préalables à une rencontre diplomatique imminente avec des représentants de la Nation huronne-wendat. l'application offre même la possibilité de s'initier à quelques mots de la langue wendat.

## Découvertes archéologiques

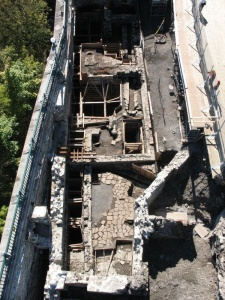
Pierre Cloutier - Parcs Canada

En 2005, Parcs Canada initie des travaux significatifs visant le renouvellement ou la stabilisation des éléments structuraux de la portion nord de la terrasse. Étant donné la connaissance préalable de la présence des vestiges du château Saint-Louis sous cette section de la terrasse, Parcs Canada saisit une opportunité exceptionnelle pour entreprendre un vaste programme de fouilles archéologiques.
Plus de 500 vestiges architecturaux ont été découverts, et plus d'1 000 000 artefacts ont été collectés lors des fouilles menées de 2005 à 2007. Les vestiges englobent des ouvrages défensifs liés aux quatre forts Saint-Louis successifs, comprenant le premier érigé par Champlain en 1620, ainsi que celui édifié par le gouverneur Frontenac au début des années 1690. Des éléments tels que l'éperon en maçonnerie du premier fort (1620-1626), l'escalier en pierre et la plate-forme à canon en bois du second fort (1626-1635), la redoute et des sections des murs d'enceinte en pierre des troisième (1636-1690) et quatrième forts (1691-1834) coexistent sur le site. Les vestiges des huit plates-formes à canon de la batterie du château de 1691 font également partie des découvertes. Certains ouvrages portent encore des traces du bombardement de 1759, avec plusieurs projectiles d'artillerie retrouvés sur le site. Des réparations effectuées par les militaires britanniques après 1760 ont également été observées sur les murs d'enceinte du fort.
De nombreux vestiges des deux châteaux Saint-Louis sont présents sur le site. Ceux du premier château érigé par le gouverneur Charles Huault de Montmagny en 1647-1648 ont été partiellement intégrés à l'édifice commencé sous le gouverneur Frontenac en 1694 et achevé sous le mandat du marquis de Vaudreuil en 1723. Les pièces du sous-sol de cette résidence, à l'exception de deux occupées par le funiculaire de la terrasse Dufferin, ont été dévoilées. Des vestiges des deux ailes de latrines aux extrémités nord et sud-ouest du château, comprenant trois fosses révélant des artefacts de la vie quotidienne des gouverneurs français et britanniques, ont également été mis au jour. Les pièces de la cave associées au complexe culinaire du château, telles que la cuisine, l'office et le garde-manger, présentent des vestiges imposants d'un four à pain, d'un âtre et d'un foyer.

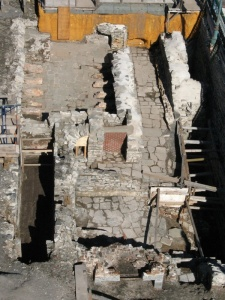
Site archéologique sous la terrasse lors des fouilles de 2006. Pierre Cloutier - Parcs Canada

Les travaux d'agrandissement du château entre 1808 et 1811 ont laissé diverses traces archéologiques, incluant les fondations de la cage d'escalier, du grand hall d'entrée, de deux passages pour les domestiques, ainsi que les murs de l'aile sud-ouest agrandie à cette époque. Des dallages en pierres calcaires et des planchers de bois du Régime français, ainsi que des dallages en grès du Régime anglais, ont été découverts dans toutes les pièces du sous-sol du bâtiment.
La résidence officielle du représentant du roi était entourée de plusieurs bâtiments de service, destinés aux besoins des gouverneurs et de leur domesticité. Les vestiges de ces bâtiments secondaires, tels que la boulangerie datant du Régime français dans la cour avant du château, et le hangar à bois, la remise à voitures, l'écurie, la glacière, les serres, le passage couvert, la cuisine, etc., datant du Régime anglais dans la cour sud, sont encore visibles sous la terrasse Dufferin.
En raison de sa position en bordure d'une falaise et de la convergence naturelle des eaux de ruissellement, le château Saint-Louis a constamment fait l'objet de préoccupations liées au drainage pour les autorités coloniales. Plusieurs systèmes d'évacuation des eaux, visant à canaliser les eaux usées des châteaux Saint-Louis et Haldimand, ainsi qu'à favoriser l'écoulement des eaux de pluie, ont été successivement mis en place et font l'objet de découvertes archéologiques.
Les vestiges de la première terrasse Durham, reposant sur les murs dérasés du château Saint-Louis incendié quatre ans plus tôt, sont peu nombreux, à l'exception d'une petite portion de son mur de soutènement au sud du château. Deux murs de maçonnerie érigés dans l'ancienne cour sud du château témoignent de l'allongement de cette terrasse en 1854. 

## Hommages
La rue du Fort a été nommée l'honneur du fort et du château, au XVIIe siècle, dans la ville de Québec.